# Argentinsk skräppa
Argentinsk skräppa (Rumex obovatus) är en slideväxtart som beskrevs av Danser. Argentinsk skräppa ingår i släktet skräppor, och familjen slideväxter. Arten förekommer tillfälligt i Sverige, men reproducerar sig inte. Inga underarter finns listade i Catalogue of Life.